# Ojos de Brujo

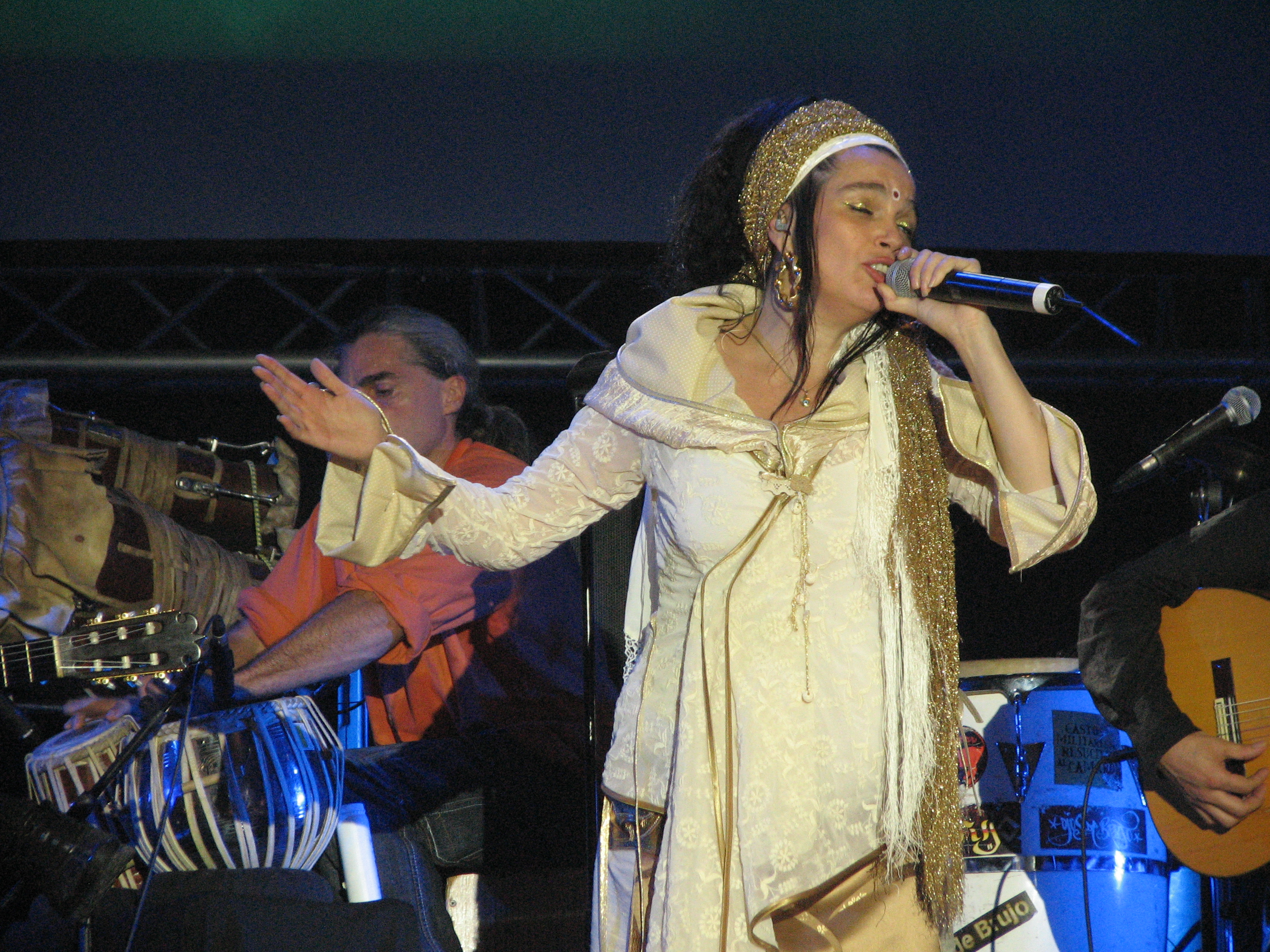
Ojos de Brujo.

Ojos de Brujo fue una banda formada en Barcelona, España en 1996. Se caracterizaba por la fusión de estilos, buscando los puntos de encuentro entre el flamenco con otros estilos musicales como reggae, hip hop, música latina, rock y distintos estilos de música electrónica.

## Historia
EI proyecto de Ojos de Brujo se crea en Barcelona, en 1996, a raíz del encuentro, en diferentes jam sessions, de distintos músicos de la escena barcelonesa del momento. Es de estos encuentros de los que surgirán las canciones que conformarán su primer disco, Vengue, que ve la luz en 1999. Se edita, además de en España, en otros países como Bélgica, Holanda, Francia, Italia y Alemania, promocionándose en festivales a lo largo y ancho de Europa. El boca a boca supuso un papel vital en la difusión del disco, llegando a vender cuarenta mil copias, veinte mil de ellas en ocho meses.[cita requerida]
La formación del grupo se estabiliza con Ramón Giménez, Juanlu, Marina "la Canillas", Xavi Turull, Panko, Sergio Ramos (ex-Wom! A2) y Maxwell Wright, pero siempre contando con colaboraciones de todo tipo. En 2001 rompen contrato con su discográfica, Edel, optan por la autogestión y comienzan la gira Abriendo puertas por toda España.
Las canciones de Ojos de Brujo tratan distintos tipos de temas sobre crítica social, política, pobreza, marginación, etc.
En 2002 editaron Barí, de la mano La Fábrica de Colores, un sello discográfico que crean y autogestionan para la producción y edición de sus propios trabajos. Este disco supondrá su definitivo despegue a nivel internacional y su gira promocional les lleva por festivales de EE. UU., México, Canadá, Japón, Colombia, Marruecos, Portugal, Cuba, Hungría, Francia, Alemania, Holanda, Dinamarca, Noruega e Italia entre otros países.[cita requerida]
El 20 de febrero de 2006, publican su tercer trabajo titulado Techarí en Diquela Records. Juanlu abandona el proyecto y Javier Martín pasa a ser el bajista de la banda participando ya en la grabación. Con este disco consiguen un Grammy al mejor disco flamenco. En este álbum colaboran Pepe Habichuela, Martirio, Cyber (miembro de Asian Dub Foundation) y Nitin Sawhney entre otros. Salió a la venta en dos ediciones diferentes, una normal y otra deluxe ilustrada por graffiteros, ilustradores y comiqueros de varios países.
En 2007 editan su primer disco en directo llamado Techarí Live, donde interpretan los temas de su último disco y una versión de Bob Marley, "Get Up, Stand Up" junto con Faada Freddy (DaraJ). Este disco viene acompañado con un DVD con un concierto grabado en Barcelona el 22 de diciembre de 2006, un documental sobre la banda y extras.
En 2009 editan un disco llamado "Aocaná", cuarto álbum de estudio, con colaboraciones como Tote King, Chano Domínguez, Los Van Van, entre otros.
En 2010 editan un disco recopilatorio llamado "Corriente Vital", donde recorren sus 10 años de carrera, antes de separarse. Este disco incluye versiones de sus temas realizadas o con colaboraciones de Manolo García, Eva de Amaral, Bebe, Roldan de Orishas, Estopa, Najwa Nimri, o Chicuelo, entre otros.
Estos últimos dos discos son editados por Warner.
En 2013 se separan y Marina empieza su carrera en solitario como "Marinah".

## Discografía
- Vengue (1999)
- Barí (2002)
- Bari: remezclas de la casa (2003)
- Techarí (2006)
- Techarí live (2007)
- Techarí Remixes (2007)
- Aocaná  (2009)
- Corriente Vital  (2010)

### Videografía
- Girando Barí (2005)
- Techarí live (2007)